# Atzbach (Hessen)
Atzbach is een plaats in de Duitse gemeente Lahnau, deelstaat Hessen, en telt 2968 inwoners (2007).